# Харсакорт
Харсакорт — горная вершина в Джейрахском районе Республики Ингушетия. Высота над уровнем моря составляет 3466 метра. 
На северном подножии горы расположено башенное поселение Гул, на южном склоне — Меши. Ближайшие горы — Оргункорт и Кюрелам.